# Jordi Parpal i Marfà
Jordi Parpal i Marfà (Barcelona, 1940 – Barcelona, 2013) fou un advocat, gestor públic, polític socialista, i empresari català. Casat i amb tres fills. Primer tinent d'alcalde d'Urbanisme de l'Ajuntament de Barcelona del 1985-1991, és considerat un dels principals responsables del procés de transformació urbanística de Barcelona que liderà l'Alcalde Pasqual Maragall.

## Inicis
Nascut a Barcelona el 22 d'abril de 1940, estudià a la Universitat de Barcelona on es llicencià en Dret.

## Trajectòria durant el franquisme
Es dedica a la professió d'advocat. Viurà el procés del Concili Vaticà II i s'integrarà a les Comunitats Cristianes de Base a partir de la seva creació el 1968. Serà membre destacat del grup d'advocats de la “Comissió de Defensa dels Drets de la Persona” creada el 1973 al si del Col·legi d'Advocats de Barcelona per l'assistència als detinguts de signe polític antifranquista, sindical, etc. (detinguts 113 i 67 de l'Assemblea de Catalunya, condemna a mort de Salvador Puig Antich, últimes execucions del franquisme...).
El 1974 s'incorpora al procés unitat socialista adherint-se a Convergència Socialista de Catalunya CSC, després al PSC (congrés) i el 1978 al Partit dels Socialistes de Catalunya, culminació del procés amb la fusió del PSC-Congrés, el PSC Reagrupament i la Federació Catalana del PSOE. Serà nomenat membre del Consell Nacional del nou partit.

## L'etapa democràtica
Un cop restablerta la Generalitat de Catalunya provisional serà nomenat pel President Josep Tarradellas secretari general de la conselleria de Política Territorial i Obras Públiques (1978- 1980). En representació de la seva conselleria fou membre de la Comissió d'Urbanisme de Catalunya.
El 1980 serà nomenat director d'urbanisme de l'Ajuntament de Terrassa, i un any després gerent i vicepresident de la Corporació Metropolitana de Barcelona on restarà fins al 1984.
El 1982 havia estat escollit primer secretari del PSC de la Federació Barcelona, càrrec que abandonarà el 1984. Aquest any fou elegit diputat a les eleccions al Parlament de Catalunya de 1984 on serà membre de la Comissió d'Organització i Administració de la Generalitat i Govern Local, i Comissió per al Seguiment dels Jocs Olímpics del 1992.
Serà, però, a l'Ajuntament de Barcelona on deixarà la petjada més important. Fou escollit regidor de l'Ajuntament de Barcelona de 1983 a 1991. Nomenat primer tinent d'alcalde i regidor d'Urbanisme de l'Ajuntament de Barcelona el 1985 per l'Alcalde Pasqual Maragall, serà una de les persones clau en el projecte olímpic Barcelona 92 en fer-se realitat el somni olímpic l'any 1986 amb l'elecció de Barcelona a Lausana. Als pocs mesos que això succeís, Jordi Parpal compaginà la seva responsabilitat de l'urbanisme de Barcelona amb la presidència de les principals empreses municipals que havien de construir totes les infraestructures necessàries (IMPU’92; Anella Olímpica Montjuïc S.A., i Vila Olímpica S.A.. que formarien el Holding Olímpic). També com Membre Comissió Permanent COOB’92. Fou una trajectòria d'èxits: (la transformació del front marítim, la Vila Olímpica, la construcció de nous col·lectors, les rondes de circumval·lació...), però també amb discrepàncies amb el moviment veïnal (reforma de la plaça de toros de les Arenes, requalificació del camp del RCD Espanyol, Piscinas y Deportes...).
La fortíssima crítica política i ciutadana arran de la desafortunada inauguració amb defectes de construcció (i inundació interna) el 8 de setembre de 1989 l'Estadi Olímpic Lluís Companys amb motiu de la Copa de Món d'Atletisme obligà l'Alcalde Maragall a sacrificar Parpal
A partir d'aquest moment deixà la primera línia de la política i tornà a la seva professió d'advocat, obrint un despatx especialitzat en urbanisme i en el món empresarial en general. Fou conseller del grup AISA, Boí - Taüll, Eptisa, Enginyeria i Serveis, Parc d'Atraccions del Tibidabo. També en el camp associatiu i institucional fou membre del Patronat de la Fundació Jaume Bofill i vocal del FC Barcelona., i membre del Consell Tributari de Barcelona. Era també membre de l'Associació Consell de Cent que agrupa els antics regidors de l'Ajuntament de Barcelona.
Morí a Barcelona el 30 de juny de 2013

## Obres
- Barcelona i l'estructuració territorial de Catalunya (1985) publicat per la Societat Catalana de Geografia